# Wagneria discreta
Wagneria discreta är en tvåvingeart som beskrevs av Herting 1971. Wagneria discreta ingår i släktet Wagneria och familjen parasitflugor. Arten har ej påträffats i Sverige. Inga underarter finns listade i Catalogue of Life.